# Jean-Baptiste Delestre
Pour les articles homonymes, voir Delestre.

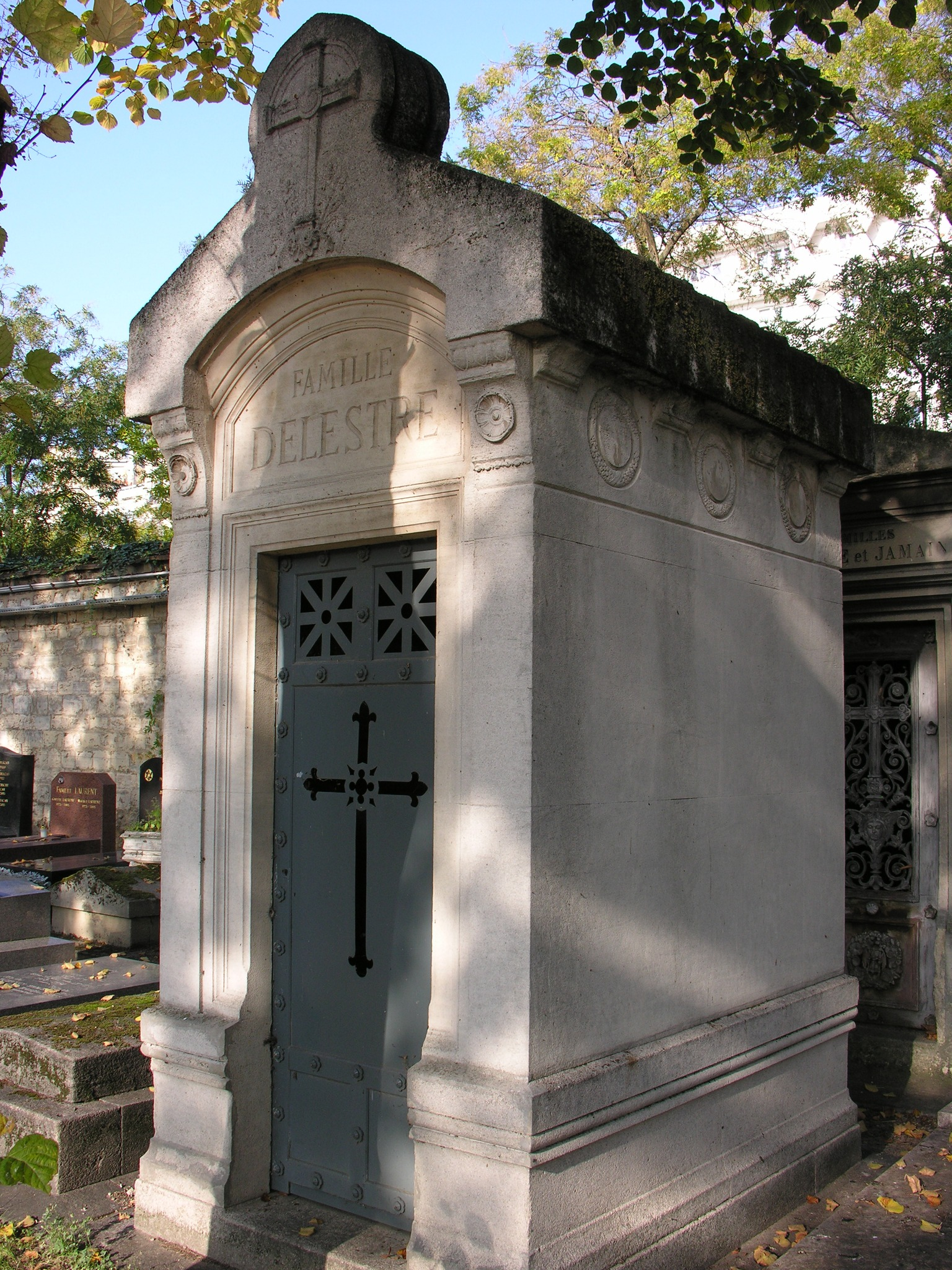
Vue de la sépulture.

Jean-Baptiste Delestre né le 10 février 1800 à Lyon et mort le 18 janvier 1871 à Paris est un peintre, historien de l'art et homme politique français.

## Biographie
Jean-Baptiste Delestre est élève de Antoine-Jean Gros et étudie l'aquarelle et la sculpture, puis abandonne la pratique de l'art et se consacre plutôt à son histoire et à sa critique.
Il est nommé maire du 12e arrondissement de Paris en juin 1848.
Il meurt le 18 janvier 1871 à Paris et est inhumé le lendemain au cimetière du Montparnasse.

## Publications
- Études progressives des têtes du Cénacle peint à Milan par Léonard de Vinci, 1827.
- Gros et ses ouvrages', 1867.